# Filarmonica di Oslo
La Filarmonica di Oslo (in norvegese Oslo-Filharmonien) è un'orchestra sinfonica norvegese con sede a Oslo, in Norvegia. L'orchestra è stata fondata nel 1919 ed ha avuto dal 1977 la sua sede nella Concert Hall di Oslo. L'orchestra è composta da 69 musicisti nella sezione d'archi, 16 nei legni, 15 negli ottoni, 5 percussionisti, 1 arpista, ed 1 pianista. L'orchestra dà una media di sessanta a settanta concerti sinfonici ogni anno, la maggior parte dei quali sono in onda a livello nazionale alla radio. L'orchestra di frequente esegue anche concerti da camera durante tutto l'anno.

## Storia
Le radici della Filarmonica di Oslo risalgono al 1879, quando Edvard Grieg e Johan Svendsen fondarono la Christiania Musikerforening (Associazione Musicale Christiania), come successore della Società Filarmonica (Det Philharmoniske Selskab, 1847).
L'orchestra fu poi diretta da Ole Olsen, Johan Selmer, Iver Holter e Otto Winter-Hjelm. Sotto Holter l'orchestra è stata fusa con l'Orchestra del Teatro Christiania, che era sul punto di essere ridotta. Holter suggerì la fondazione di un'orchestra della città che potesse suonare alle feste comunali, ai concerti ed a teatro e come risultato di ciò l'orchestra ottenne il contributo comunale dal 1889.
Nel 1899 fu inaugurato il Teatro nazionale (Nationaltheatret), che doveva essere utilizzato sia per il teatro che per l'opera, L'orchestra fu ampliata a 44 musicisti ed era diretto da Johan Halvorsen.
L'orchestra ha servito il Nationaltheatret in due ruoli: la fornitura di musica per il nuovo teatro e concerti sinfonici per la Società di Musica. Durante la prima guerra mondiale, il desiderio di musica sinfonica crebbe, insieme con l'inflazione, che portò ad una controversia tra l'orchestra e il Nationaltheatret e un crollo temporaneo dei concerti dell'Associazione Musicisti (Musikerforening). Così, nel 1919, l'orchestra fu riformata come Orchestra della Società Filarmonica (Filharmonisk Selskaps Orkester) da azionisti privati e varie iniziative. La prima stagione fu condivisa da tre direttori; Johan Halvorsen, Georg Schnéevoigt e Ignaz Neumark.
Il primo concerto dell'Orchestra della Società Filarmonica (Filharmonisk Selskaps Orkester) ebbe luogo a Logen (Store Sal) il 27 settembre 1919, con 59 musicisti sul palco e Georg Schnéevoigt come direttore. Il repertorio era Ja, vi elsker dette landet, di Rikard Nordraak, Fest Polonaise di Johan Svendsen, Symphony No. 1 di Christian Sinding, Concerto per pianoforte in la minore di Edvard Grieg, e infine Landkjenning, con il cantante Erik Ole Bye come baritono solista.
Tra i musicisti ospiti di questa prima stagione ci sono stati il direttore Arthur Nikisch, i pianisti Eugen d'Albert, Edwin Fischer, Wilhelm Kempff, Ignaz Friedman e Artur Schnabel, ei violinisti Bronisław Huberman e Carl Flesch. Tra il settembre 1919 e maggio 1920, l'orchestra ha dato 135 concerti pubblici, la maggior parte di questi erano tutti esauriti.
I successivi decenni presentarono vari problemi economici, che portarono alle dimissioni di 15 musicisti in una stagione. Nonostante questo, l'orchestra continuava ad attrarre musicisti e direttori d'orchestra di rilievo, come Richard Burgin, che più tardi divenne primo violino per Serge Koussevitzky a Boston; Max Rostal; Ernst Glaser; Robert Soetens, per il quale fu scritto da Sergei Prokofiev il 2º Concerto per violino ed altri che sono stati cacciati dalla Germania da parte del regime nazista: Igor Stravinsky, Fritz Busch, Erich Kleiber, e Bruno Walter.
La prima trasmissione radiofonica norvegese iniziò nel mese di aprile 1923 e, poco dopo, il primo concerto della radio con l'Orchestra Filarmonica di Oslo. Dal 1925 ci fu un contratto tra l'orchestra e la Norwegian Broadcasting Corporation (NRK), assicurando concerti settimanali dal vivo. Questo contratto con la NRK salvò l'orchestra dal fallimento nel 1930. Isaj Aleksandrovič Dobrovejn entrò a far parte dell'orchestra nel 1927; quando lasciò nel 1931, la carica di direttore principale fu divisa tra due norvegesi: Odd Grüner Hegge e Olav Kielland. Dopo il 1933, Kielland divenne unico direttore principale fino al 1945.
Nel 1953 Oslo ospitò il Festival SIMC, che portò nuovi contatti internazionali nella consapevolezza del nuovo repertorio, di cui molti dei paesi scandinavi erano stati privati durante gli anni della prima guerra mondiale e la seconda guerra mondiale. La prima esecuzione della Filarmonica di Oslo fuori della Scandinavia ebbe luogo nel 1962. Da allora, l'orchestra ha molto successo internazionale.

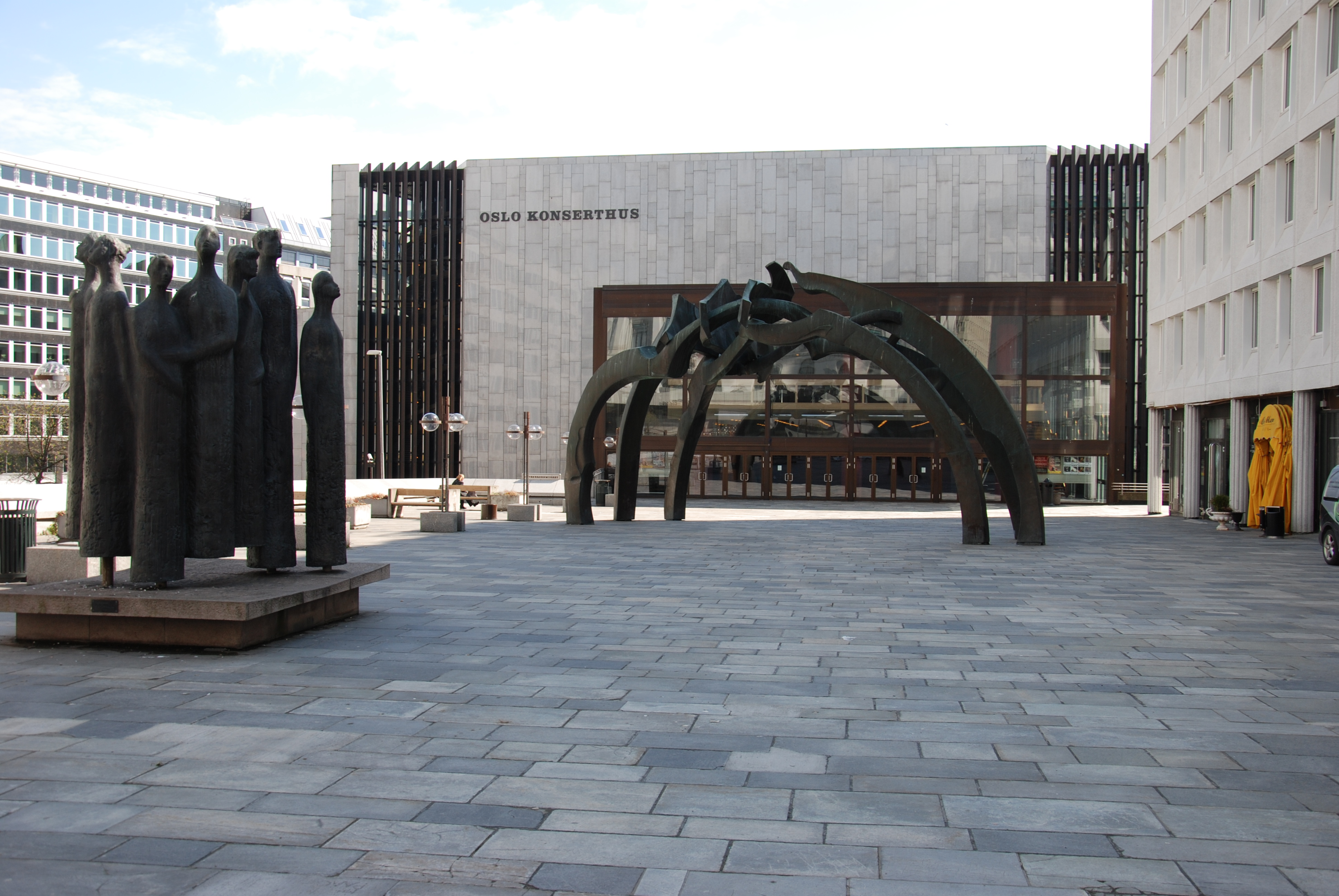
Sala Concerti di Oslo

Nel 1979 l'orchestra cambiò formalmente il suo nome in Orchestra Filarmonica di Oslo. Nel 1996 un atto del Parlamento norvegese rese l'orchestra una fondazione indipendente.
Anche se l'orchestra ha mantenuto elevati standard di qualità sin dal suo inizio e sotto vari rinomati direttori musicali, molti ritengono che essa abbia visto il suo più grande balzo in avanti durante il mandato di Mariss Jansons dal 1979 al 2002. Durante questo periodo l'orchestra registratò interpretazioni di sinfonie di Tchaikovsky, e andò in tour internazionali. La Filarmonica di Oslo ottenne fama internazionale con il suo ciclo di Tchaikovsky e una serie di grande successo di registrazioni per la EMI. Nel 2000 l'orchestra completò un ciclo di Bartók per Simax. Altri premi vinti dalla Oslo Philharmonic: Grand Prix du Disque, Diapason d'Or, e il German Classical Music Award.
Direttori di musica successivi sono stati André Previn (2002-2006) e Jukka-Pekka Saraste (2006-2013). Saraste ora ha il titolo di æresdirigent (direttore laureato) con l'orchestra. Nel febbraio 2011, l'orchestra ha annunciato la nomina di Petrenko come il suo prossimo direttore principale, a partire dalla stagione 2013-2014, con un contratto iniziale di 4 anni.

## Direttori Musicali
- 1919-1920 Johan Halvorsen
- 1919-1921 Ignaz Neumark
- 1919-1921 Georg Schnéevoigt
- 1921-1927 José Eibenschütz
- 1927-1931 Isaj Aleksandrovič Dobrovejn
- 1931-1933 Odd Grüner-Hegge
- 1931-1945 Olav Kielland
- 1945-1962 Odd Grüner-Hegge
- 1962-1968 Herbert Blomstedt
- 1962-1969 Øivin Fjeldstad
- 1969-1975 Miltiades Caridis
- 1975-1979 Okko Kamu
- 1979-2002 Mariss Jansons
- 2002-2006 André Previn
- 2006-2013 Jukka-Pekka Saraste
- 2013-2019 Vasilij Ėduardovič Petrenko
- 2020-          Klaus Mäkelä